# Rozalia Pilch
Rozalia Pilch (ur. 28 sierpnia 1905 w Ostrowach Górniczych, zm. 25 września 1987) – polska działaczka ruchu robotniczego, posłanka do Krajowej Rady Narodowej (1945–1947) i na Sejm Ustawodawczy (1947–1952), z zawodu księgowa.
Ukończyła kurs handlowy w Gimnazjum Kupieckim w Dąbrowie Górniczej. Od 1923 pracowała jako urzędniczka w Centralnym Związku Górników w Wieliczce. W tym samym roku wstąpiła do Polskiej Partii Socjalistycznej i Towarzystwa Uniwersytetu Robotniczego. W 1924 podjęła pracę buchalterki w drukarni „Górnik” w Dąbrowie Górniczej. Od listopada 1939 służyła w Gwardii Ludowej WRN jako kolporterka, organizatorka przerzutów i akcji wywiadowczych. W 1941 została buchalterką-bilansistką oddziału „Społem” w Krośnie. W okresie powojennym zasiadała w Radzie Naczelnej PPS oraz Powiatowej i Miejskiej Radzie Narodowej w Krośnie.
Była członkinią Krajowej Rady Narodowej od 21 sierpnia 1945 (zgłoszona przez PPS 3 maja 1945). Do Sejmu Ustawodawczego została wybrana w okręgu nr 51 (Gorlice). Należała do Związku Parlamentarnego Polskich Socjalistów oraz Komisji Spółdzielczości, Aprowizacji i Handlu. Została usunięta z PPS 5 października 1948.
Autorka tekstu O Towarzystwie Uniwersytetu Robotniczego i spółdzielczości robotniczej na terenie Krosna opublikowanego w drugim tomie książki P.P.S. Wspomnienia z lat 1918–1939 (Warszawa, Książka i Wiedza, 1987). W grudniu 1983 wyróżniona Pamiątkowym Medalem z okazji 40 rocznicy powstania Krajowej Rady Narodowej.
Pochowana na Cmentarzu Rakowickim w Krakowie (kwatera LVI-płd.-38a).

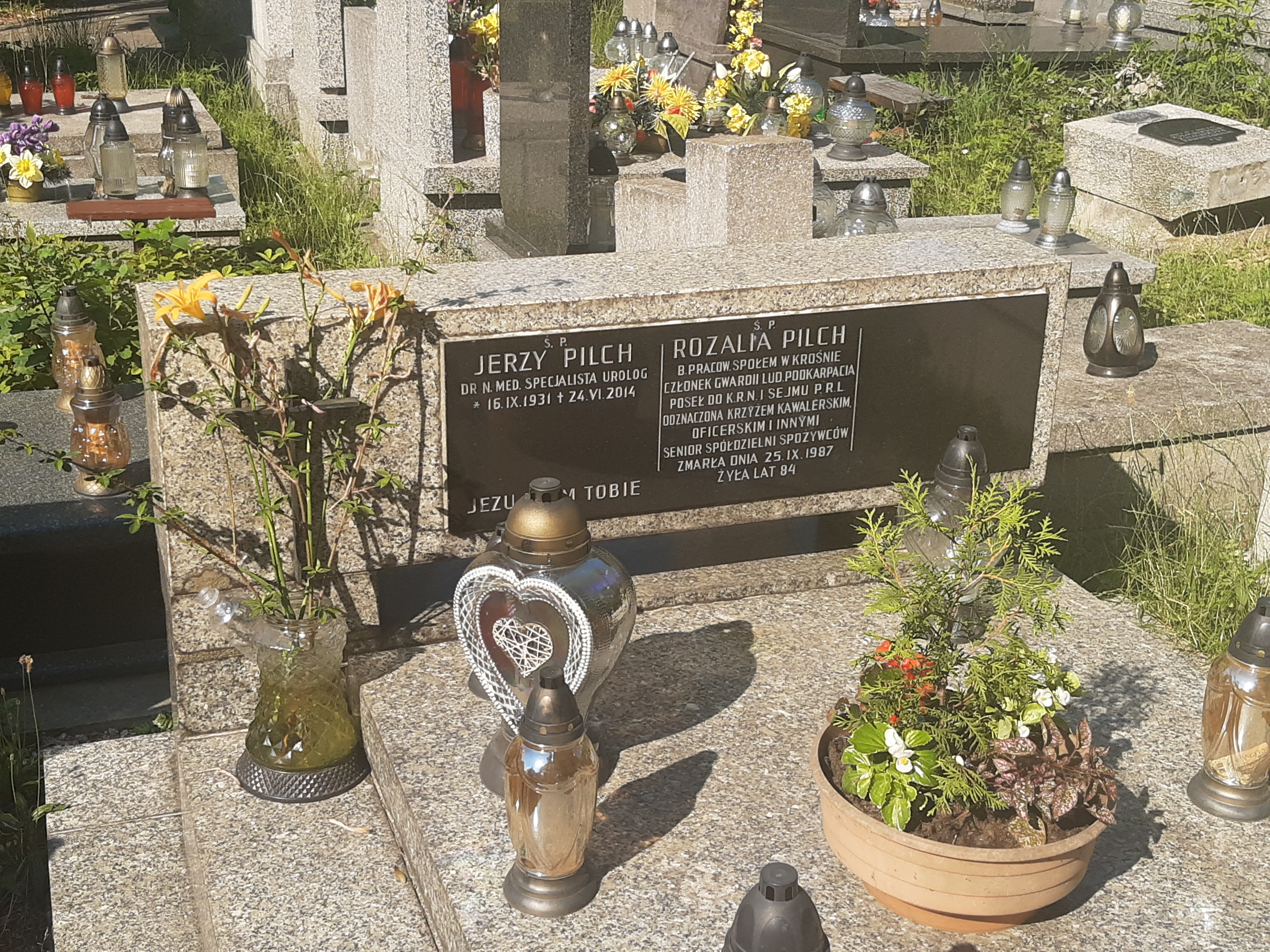
Grób Rozalii Pilch na Cmentarzu Rakowickim